# Sciomesa
Sciomesa é um gênero de traça pertencente à família Arctiidae.